# Louis-Antoine Planche
Louis-Antoine Planche, né le 16 janvier 1776 à Paris où il est mort le 7 mai 1840, est un pharmacien français, père du critique littéraire Gustave Planche.

## Biographie
Fils d'un épicier, Bernard Planche, et d'Adélaïde Geneviève Guimoneau, il s'enrôle dès 1793 comme simple soldat dans un bataillon de volontaires parisiens. D'abord admis à l'École de Mars, il est envoyé à l'Armée des Pyrénées orientales sous Dugommier en 1794. Il participe à la campagne en Espagne mais il tombe gravement malade. Rapatrié à Paris, il est licencié et reprend ses études au Collège de Pharmacie le 29 prairial an IV (17 juin 1796).
Le premier mémoire qu'il ait publié remonte à l'an IX et a pour objet la décomposition de l’acétate de plomb par le zinc. Suit une longue liste de travaux qui tentent d'apporter un point de vue scientifique sur la pharmacopée de l'époque.
En 1809, avec cinq autres membres de la Société de pharmacie de Paris, Charles Louis Cadet de Gassicourt, Pierre-François-Guillaume Boullay, Jean-Pierre Boudet, Pierre-Regnaud Destouches et Antoine Parmentier, il participe à la création d’un journal spécialisé dans la pharmacie envisagée sous une approche scientifique. Ce nouveau périodique, appelé Bulletin de Pharmacie, devient en 1814, le Bulletin de Pharmacie et des Sciences Accessoires. Celui-ci fut renommé, en 1841, Journal de Pharmacie et de Chimie, qui donna, en 1942, naissance aux Annales pharmaceutiques françaises, après fusion avec le Bulletin des Sciences Pharmacologiques.

## La découverte de la peroxydase
Bien que le terme « peroxydase » ne soit entré en usage que vers la fin du XIXe siècle et que la notion d'enzyme ne soit pas encore précisée, Louis-Antoine Planche décrit en 1810 la première observation d'une réaction catalysée par la peroxydase du raifort lors de l'analyse de résine de jalap importée des Caraïbes en France pour usage médicinal. Lors d'essais réalisés pour déterminer si cette résine est frelatée avec de la résine de gaïac (Guaiacum officinale), il note qu'une teinture de résine de gaïac prend une couleur bleue quand un morceau de racine de raifort frais y a été plongée. La réaction observée était probablement l'oxydation, catalysée par la peroxydase, du 2,5-di-(4-hydroxy-3-méthoxyphenyl)-3,4-diméthylfurane (un constituant mineur de la résine et anciennement dénommé acide alpha-guaïaconique) pour donner la bis-méthylènequinone correspondant, un produit bleu également décrit sous le nom anglais : guaiacum blue,,.

## Distinctions
- Chevalier de l'Ordre de la Légion d'Honneur le 29 avril 1838.
- Membre de l"Académie Royale de Médecine.
- Membre de l'Académie nationale de pharmacie.
- Membre de la Société médicale d'émulation de Paris.
- Membre honoraire de la Société Impériale pharmaceutique de Saint-Pétersbourg.